# بطاقة الهوية الألمانية
بطاقة الهوية لجمهورية ألمانيا الاتحادية (بالألمانية: Personalausweis) هي وثيقة رسمية يتم إصدارها للمواطنين الألمان. يمكن استخدامها كوثيقة سفر عند زيارة بلدان في دول المنطقة الاقتصادية الأوروبية (EEA), بالإضافة إلى الدول الأوروبية الصغيرة, ألبانيا, البوسنة والهرسك, جورجيا, كوسوفو, مولدوفا, الجبل الأسود, مقدونيا الشمالية, قبرص الشمالية, صربيا و مقاطعات وأقاليم ما وراء البحار الفرنسية، وكذلك إلى مصر والأردن (عبر مطار العقبة) وتونس وتركيا.
يتم تهجئة الأسماء الألمانية التي تحتوي على نقاط مثل (ä، ö، ü) و ß بالطريقة الصحيحة في المنطقة غير المقروءة آليًا لبطاقة الهوية، ولكن مع أحرف العلة البسيطة + E و / أو SS في المنطقة المقروءة آليًا، على سبيل المثال يصبح (Müller/MUELLER), ويصبح (Groß/GROSS), ويصبح (Gößmann/GOESSMANN).
عادة ما تستخدم النسخ المذكورة أعلاه لتذاكر الطيران وما إلى ذلك، ولكن في بعض الأحيان (كما هو الحال في تأشيرات الدخول إلى الولايات المتحدة) يتم استخدام حروف العلة البسيطة (MULLER, GOSSMANN).

## الاستخدام داخل ألمانيا
يلزم القانون الألماني المواطنين الألمان الذين تبلغ أعمارهم 16 عاما وما فوق بحيازة بطاقة هوية ما لم يحوزوا على جواز سفر، لكنه لا يلزم بحمل بطاقة الهوية أثناء التنقل داخل ألمانيا.

## اقرأ أيضاً
- جواز سفر ألماني
- بطاقات الهوية الوطنية في الاتحاد الأوروبي
- جواز سفر